# Fragiliporia
Fragiliporia es el único género de la familia de hongos Fragiliporiaceae. Contiene el hongo de corteza poroide Fragiliporia fragilis, descrito como nuevo para la ciencia por micólogos chinos en 2014. El espécimen tipo de este hongo fue descubierto creciendo en un tocón podrido de aliso en la Reserva natural nacional de Gaoligongshan en Yunnan. El epíteto específico "fragilis" se refiere a los cuerpos fructíferos quebradizos del hongo. La filogenética molecular muestra que el hongo está en una posición aislada en los Polyporales, distinto de los seis clados previamente identificados en este orden. En un estudio posterior (2017), Fragiliporia se recuperó en una posición filogenéticamente aislada como hermana de Candelabrochaete africana.

## Descripción
Fragiliporia fragilis es un hongo de pudrición blanca con cuerpos fructíferos blandos que se vuelven polvorientos y quebradizos cuando se magullan. Mide hasta 15 cm (5,9 pulgadas) de largo por 5 cm (2,0 pulgadas) de ancho por 6 mm (0,24 pulgadas) de grosor en su centro. Tiene un sistema de hifas monomítico, que contiene solo hifas generativas que tienen conexiones de abrazadera. Sus esporas tienen forma de salchicha (alantoides), paredes delgadas y hialinas, midiendo típicamente 4.8–5.4 por 1.7–2  μm.